# Saint-Bauzile, Ardèche
Saint-Bauzile (occitanska: Sent Bausèli) är en kommun i departementet Ardèche i regionen Auvergne-Rhône-Alpes i sydöstra Frankrike. Kommunen ligger  i kantonen Chomérac som ligger i arrondissementet Privas. År 2022 hade Saint-Bauzile 316 invånare.

## Befolkningsutveckling
Antalet invånare i kommunen Saint-Bauzile
Referens: INSEE